# Mit Freuden zart zu dieser Fahrt
Mit Freuden zart zu dieser Fahrt ist ein geistliches Lied des deutsch-böhmischen Pfarrers und Dichters Georg Vetter. Im aktuellen Evangelischen Gesangbuch ist es unter der Nr. 108 (unter den Osterliedern) zu finden, im Evangelisch-Lutherischen Kirchengesangbuch² der SELK unter Nr. 445.

## Entstehung
Vetter dichtete den Text, der erstmals 1566 in dem deutschsprachigen Liederbuch Kirchengeseng gedruckt wurde, auf die Melodie eines Hugenottenpsalms (zu Ps 138 , die Melodie stammt wohl ursprünglich von Guillaume Franc (1543)).

## Zum Text
Die Anfangsbuchstaben der ursprünglich dreizehn Strophen bilden als Akrostichon den Spruch „Mediator Jesus“ = „Jesus ist der Mittler“.

## Text
Mit Freuden zart

zu dieser Fahrt

lasst uns zugleich fröhlich singen,

beid, Groß und Klein,

von Herzen rein

mit hellem Ton frei erklingen.

Das ewig Heil

wird uns zuteil,

denn Jesus Christ

erstanden ist,

welchs er lässt reichlich verkünden.

Er ist der Erst,

der stark und fest

all unsre Feind hat bezwungen

und durch den Tod

als wahrer Gott

zum neuen Leben gedrungen,

auch seiner Schar

verheißen klar

durch sein rein Wort,

zur Himmelspfort

desgleichen Sieg zu erlangen.

Singt Lob und Dank

mit freiem Klang

unserm Herrn zu allen Zeiten

und tut sein Ehr

je mehr und mehr

mit Wort und Tat weit ausbreiten:

So wird er uns

aus Lieb und Gunst

nach unserm Tod,

frei aller Not

zur ewigen Freud geleiten.